# 道の駅ラジオ
道の駅ラジオ（みちのえきラジオ）とは、道の駅の周辺において、地域の観光情報、イベント情報等を知らせるラジオ放送として企図されたものである。

## 概要
カーラジオでの受信を想定し、2004年（平成16年）11月に東海総合通信局が路側放送の周波数を用いた実験局（現実験試験局）により、岐阜県の道の駅美濃白川で実験を行った。その後、各地で実験を予定するとされていたが、2018年（平成30年）の段階で、美濃白川以外での実験事例は確認されていない。

### システム
- 周波数 : 1629 kHz
- 空中線電力 : 5 W
- 電波型式 : A3E、H3E
- サービスエリア : 「道の駅」を中心とした半径3 kmから5 km
- 提供する情報
  - 観光情報
  - イベント情報
  - 道路情報
  - 交通情報 など